# Hryhorowicze
Hryhorowicze (ukr. Григоровичі, Hryhorowyczi) – wieś na Ukrainie, w obwodzie wołyńskim, w rejonie łuckim.